# Hochwasserrückhaltebecken Benhausen
Das Hochwasserrückhaltebecken Benhausen ist ein Rückhaltebecken am Gottebach bei Paderborn-Benhausen im Einzugsgebiet der Pader, einem Nebengewässer der Lippe. Es soll durch Dämpfung der Hochwasserscheitel im Wesentlichen den Paderborner Stadtteil Schloß Neuhaus schützen. Politisch liegt es im Kreis Paderborn im Regierungsbezirk Detmold in Nordrhein-Westfalen.
Das Hochwasserrückhaltebecken Benhausen des Wasserverbandes Obere Lippe ist ein Trockenbecken, in dem normalerweise kein Wasser ist, und verfügt über ein Kombinationsbauwerk für Hochwasserentlastung und Grundablass. Als Staudamm dient der Eisenbahndamm der Linie Paderborn–Altenbeken, eine Schüttung aus einem Gemisch aus Fels und Lehm, der wasserseitig eine zusätzliche Dichtung aus Lehm erhalten hat. Der Sperrdamm ist ca. 300 m lang und bis zu 12,5 m hoch.